# 喜久井町
喜久井町（日语：／ Kikuichō */?）是東京都新宿區的町名。未實施住居表示。當地人口為1,795人（2013年8月1日）。郵遞區號162-0044。

## 地理
位於新宿區北部。北鄰早稻田町、馬場下町，東北接早稻田南町，東臨辯天町，東南通原町，南接若松町，西接戶山一丁目。北部靠近早稻田通，夏目坂通通過町內。夏目坂通沿線可見寺院，町域內以住宅區為主。

## 歷史
1869年（明治2年），成立牛込喜久井町。

### 地名的由來
地名來自於江戶時代起的本地名主夏目家家紋「井桁に菊」，由文豪夏目漱石之父夏目直克命名（漱石也在喜久井町出生）。

## 交通
町域內沒有鐵路車站，北部可利用東京地下鐵東西線早稻田站，南部、東部可利用都營地下鐵大江戶線牛込柳町站。

## 設施
- 早稻田大學喜久井町校區
- 感通寺
- 來迎寺
- 本松寺
- 妙泉寺
- 夏目漱石生誕生地碑

## 備註
1. ↑  『角川日本地名大辞典 13　東京都』、角川書店、1991年再版、P873
2. ↑  .   [2013-08-10]. （原始内容存档于2014-08-19）.

## 外部連結
- 新宿區役所（页面存档备份，存于）